# Glándulas olfatorias

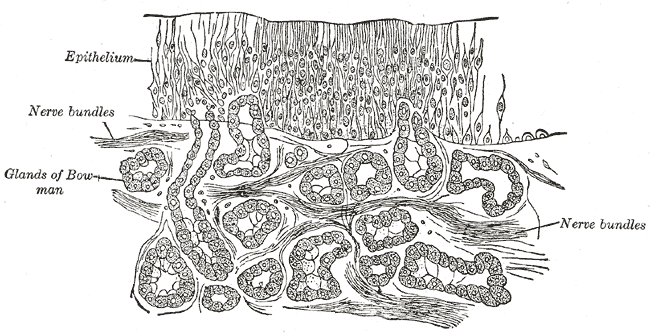
Glándulas de Bowman.

Las glándulas olfatorias, también llamadas glándulas de Bowman, en honor al inglés William Bowman; son un tipo de glándulas nasales situadas en la mucosa , por debajo del epitelio olfatorio.

## Estructura

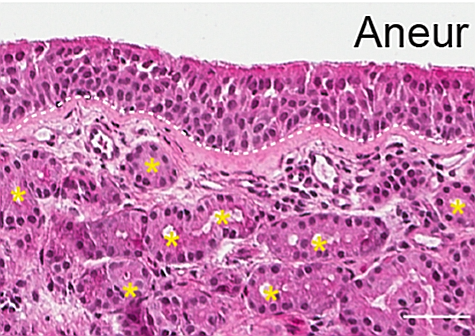
Glándulas de Bowman (asteriscos).

Las glándulas "olfatorias" o de Bowman se encuentran dentro de las fosas nasales, en el espesor de la lámina propia, debajo del epitelio olfativo.

La lámina propia, es el tejido conectivo que también contiene fibroblastos, vasos sanguíneos y haces de finos axones de las neuronas olfatorias.

## Microarquitectura

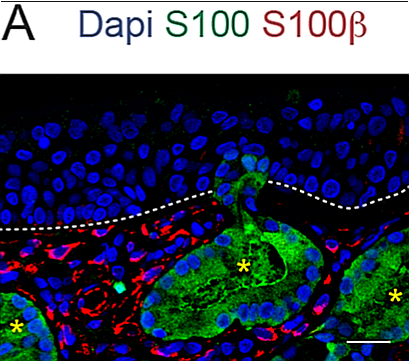
Glándulas de Bowman, acino en verde (asterisco). Membrana basal línea punteada (en blanco). Microscopía confocal con Inmunofluorescencia.

Una glándula "olfatoria" consta de: un acino glandular situado en el espesor de la lámina propia y de un conducto secretorio que se desarrolla hacia la superficie saliendo a través del epitelio olfatorio.

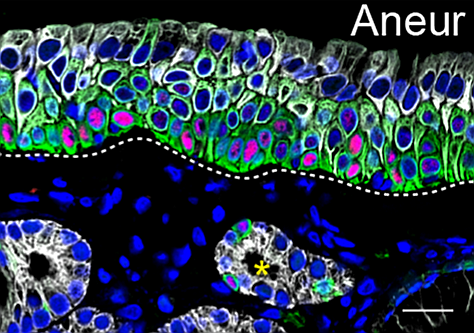
Glándulas de Bowman abajo, el acino en blanco (asterisco) con marcador citoqueratina CK8. Inmunohistoquímica.

Las células ubicadas tanto en los acinos compactos como en los conductos, expresaron citoqueratina CK8; y unas pocas células negativas para CK8 ubicadas en la capa externa de las glándulas de Bowman expresaron positivos dobles para citoqueratina CK5 y p63. La proteína de unión al calcio S100, es un marcador que se demostró que se expresaba en las glándulas.

## Ultraestructura
Estudios de microscopía electrónica muestran que las glándulas olfatorias contienen células con grandes vesículas secretorias.

## Fisiología
El moco secretado por estas glándulas tubuloalveolares es transportado hacia la superficie del OE por conductos estrechos que pasan a través del epitelio.

Las glándulas olfatorias secretan la mucina formadora de gel MUC5AC. Podrían secretar proteínas como lisozima, amilasa e inmunoglobulina A, como glándulas serosas.

La composición exacta de las secreciones de las glándulas olfatorias es poco clara, pero hay evidencia que producen proteína de unión a sustancia odorífera.

## Recambio celular de Bowman
Las células de las glándulas de Bowman están "ciclando" como se demostró en núcleos dispersos marcados para Ki67. Ki67 es una proteína nuclear expresada en todas las fases del ciclo celular, excepto durante la fase de reposo y el comienzo de la fase G1. Fuera del epitelio, células Ki67 positivas están presentes en la parte externa de las glándulas de Bowman subepiteliales de la lámina propia.
Recambio celular en la glándula de Bowman.